# Императорское православное палестинское общество
Импера́торское правосла́вное палести́нское о́бщество (аббрев. ИППО) — международная научная и гуманитарная организация, созданная в Российской империи в 1882 году, уставными задачами которой являются содействие православному паломничеству на Святую землю, научное палестиноведение, востоковедение и гуманитарное сотрудничество с народами Ближнего Востока.
Предшественниками Палестинского общества были Палестинский комитет, основанный в 1859 году, и Палестинская комиссия, в которую он был преобразован в 1864 году.
Основано 21 мая 1882 года, в день памяти святых равноапостольных Константина и Елены, как Православное палестинское общество. В 1889 году получило почётное наименование «Императорское». После революции Общество разделилось на две независимые организации — российскую и зарубежную.
В 1918 году оставшаяся в РСФСР часть общества была переименована в Российское палестинское общество при Академии наук; в РФ 22 мая 1992 года было восстановлено дореволюционное название — Императорское православное палестинское общество.
С 2007 года председателем Императорского православного палестинского общества является Сергей Вадимович Степашин.

## История
Идея создания Общества принадлежит первому начальнику Русской Духовной Миссии в Иерусалиме архимандриту Порфирию (Успенскому). В конце 1860-х годов в письмах из Иерусалима её публично высказывает создатель Русской Палестины архимандрит Антонин (Капустин). Вскоре он привлёк для воплощения этого замысла Василия Николаевича Хитрово (1834—1903), ставшего секретарём ИППО. Вместе с архимандритом Антонином они разработали структуру будущего Палестинского Общества, наметили кандидатов в члены-учредители и главных сотрудников. Первым председателем ИППО стал Великий князь Сергей Александрович.
Устав ИППО Высочайше утверждён 8 мая 1882 года императором Александром III, в дальнейшем утверждён собранием членов-учредителей, собравшихся в день святых Константина и Елены 21 мая 1882 года во дворце Великого князя Николая Николаевича Старшего в присутствии членов императорской фамилии, русского и греческого духовенства, учёных и дипломатов. В соответствии с этим Уставом ИППО призвано было осуществлять три основные функции: организация и обустройство русских Паломников в Палестине (к 1914 году через подворья ИППО ежегодно проходило до 10 000 человек); помощь и поддержка православию на Ближнем Востоке через благотворительную и просветительскую работу среди арабского населения (по состоянию на 1914 год Общество содержало 113 школ и учительских семинарий в Палестине, Сирии и Ливане); научно-исследовательская и издательская деятельность по изучению истории и современного положения Палестины и всего ближневосточного региона, библейской филологии и археологии, организации научных экспедиций и раскопок, широкое ознакомление российского общества с историей и духовной ролью Святой Земли. ИППО осуществляло многогранную и плодотворную деятельность вплоть до Первой мировой войны.
Почётными членами состояли в разное время представители правящей элиты, начиная с императорской фамилии, в том числе председатели Совета министров (С. Ю. Витте, П. А. Столыпин, В. Н. Коковцов, И. Л. Горемыкин, Б. В. Штюрмер) и обер-прокуроры Святейшего Правительствующего Синода (К. П. Победоносцев, П. П. Извольский, В. К. Саблер), священнослужители Русской православной церкви (святитель Тихон Патриарх Московский, святитель Николай Японский, священномученик Владимир митрополит Киевский, св. праведный Иоанн Кронштадтский, епископ Порфирий (Успенский), архимандрит Антонин (Капустин), архимандрит Леонид (Кавелин), митрополит Арсений (Стадницкий).
Епархиальные отделения ИППО действовали в 52 епархиях Русской Церкви. Возглавляли их, как правило, правящие архиереи, а вице—председателями являлись губернаторы и вице—губернаторы соответствующих губерний.
Одним из главных источников финансирования Палестинского Общества являлся Вербный сбор. По подсчетам В. П. Хитрово, доходы Общества имели следующую структуру. «В каждом рубле прихода: членских взносов — 13 коп., пожертвований (в том числе Вербный сбор) — 70 коп., проценты с ценных бумаг — 4 коп., от продажи изданий — 1 коп., от паломников — 12 коп.». Очевидно, русское дело в Палестине осуществлялось прежде всего самоотверженной помощью простых верующих людей.
Смета ИППО на первый год XX столетия (1901/1902) была высочайше утверждена в 400 тыс. рублей,, не считая единовременных расходов на строительство.
После трагической гибели 4 февраля 1905 г. Великого князя Сергея Александровича, обязанности Председателя с высочайшего соизволения возложила на себя его супруга Великая княгиня Елизавета Фёдоровна. 14 февраля 1905 г. она телеграфировала в Совет ИППО:"Сердечно утешена милостью Государя поручить мне председательствовать в Императорском Православном Палестинском Обществе. Сподобившись великого счастья поклониться Гробу Господню, я с тех пор сохраняю крепкую любовь и уважение к деятельности Общества. Уповаю, что молитвами моего незабвенного дорогого мужа Господь вразумит меня и поможет в совместной работе с достойными деятелями Общества служить на благо Его высоко-святым целям".

### Школы для местного населения
Усилиями ИППО на Ближнем Востоке была создана собственная школьная система, которая к 1914 году состояла из более чем 100 школ и двух учительских семинарий. Развитию школьной системы на Ближнем Востоке способствовал и генеральный консул в Иерусалиме статский советник Алексей Фёдорович Круглов. Школы ИППО противостояли растворению местных православных общин в окружающей массе иноверного и инославного населения. В них учились дети преимущественно из православных семей, в том числе беднейших, потому что обучение было бесплатным. Первая начальная школа была открыта уже в год создания Общества в селении Муджедиль 6 декабря 1882 года, а чуть позже, 1882—1884 годах, в Галилее были открыты ещё три начальные школы, мужской пансион, впоследствии преобразованный в мужскую учительскую семинарию в Назарете. Руководителем сети Галилейских учебных заведений ИППО на протяжении многих лет был Александр Гаврилович Кезма. Школы Общества испытывали конкуренцию со стороны католических и протестантских учебных заведений, а также противодействие со стороны Иерусалимских Патриархов. Начиная с 1895 года новые школы открывались преимущественно в Сирии, на территории Антиохийского Патриархата. Пять народных школ было устроено в Бейруте в 1887—1896 гг. русским педагогом Марией Александровной Черкасовой —"Мамой Черкасовой", как доныне называют её в Бейруте. В 1895 году Патриарх Антиохийский Спиридон обратился в ИППО с просьбой принять в свое ведение женскую школу в Дамаске и несколько мужских училищ, а затем постепенно Общество распространило свою просветительскую деятельность по всей Сирии. Общее число учившихся в школах ИППО арабских детей в Сирии и в Палестине достигло 11 тысяч человек. В отличие от французских или английских школ, в которых преподавание велось исключительно на европейских языках, в школах и учительских семинариях ИППО оно осуществлялось на арабском. В них также учили русскому языку и литературе. Как пишет британский исследователь Дерек Хопвуд, «то, что школа была русской и в ней преподавался русский язык, создавало ей определённую репутацию и атмосферу. Знание русского языка было предметом гордости». Учителя в школах были светские, и в первые годы часть из них приглашалась из России либо получала образование в России. Позднее для подготовки местных преподавателей были созданы две учительские семинарии, мужская в Назарете и женская в Бейт-Джале (см. Женская учительская семинария), ученики в которых получали полный пансион. В начальных школах преподавался Закон Божий, арабский язык, арифметика, география, история и ремёсла. Кроме того, во многих школах преподавался русский язык, а лучшие ученики продолжали образование в России. Необходимые учебники составлялись и печатались собственными силами, главным образом на арабском языке. Помещения для школ обычно арендовались, но в некоторых случаях и строились.
По турецкому законодательству, вопросами образования и религиозного просвещения арабской православной общины ведала Иерусалимская Патриархия, которая и несла номинальную ответственность перед Портой за состояние образовательной системы. Патриархи и Святогробское Братство делали в этой области очень мало, при этом попытки со стороны России помочь в просвещении арабских детей встречали сопротивление. Так, когда в 1858 г. Е. Ф. Бодрова открыла в Иерусалиме русскую школу для девочек, это вызвало недовольство греков, и архимандрит Антонин (Капустин) был вынужден в 1866 г. по требованию Патриарха перевести школу из Иерусалима в Бейт-Джалу, в здание, построенное на приобретенном им участке земли. Эта школа, «институт худородных девиц», как шутливо называл её Антонин, явилась первым и долгое время единственным русским учебным заведением в Палестине.
Содержание школ обходилось более чем в 240 тыс. рублей в год и было тяжёлой нагрузкой для Общества, поэтому, начиная с 1904 года, ставился вопрос о государственном финансировании. Позднее, в 1912 году, Николай II утвердил одобренный Государственной Думой закон от 5 июля о финансировании учебных заведений ИППО в Сирии отдельной строкой государственного бюджета (более 150 тыс. золотых рублей в год). В 1911 году общее число учащихся составило 11112 человек (5426 мальчиков и 5686 девочек), причём в школах Палестины было 1493 ученика, в школах Ливана — 1231, в Сирии — 8388. Выпускники русских школ составили со временем основу национальной арабской интеллигенции не только Палестины, но и других стран Ближнего Востока, в частности, Сирии и Ливана. В первые два десятилетия школы не имели легального статуса и получили его только 1 мая 1902 года специальным фирманом султана Абдул-Хамида II.
На протяжении первых двух десятилетий ни Патриархи Иерусалимские, ни турецкие власти не признавали законного существования русских школ Святой Земли; молча терпели, но не оформляли юридически. В 1899 г. на просьбу благословить женское городское училище на Русском подворье в Иерусалиме, Патриарх Дамиан ответил: «А пусть себе работает. Сделаем так: школа существует сама по себе, а Патриарх сам по себе; ни он её знать не хочет, ни она его не знает». В течение 1890-х годов ИППО и русские дипломаты неоднократно возвращались к этому вопросу. Лишь в начале XX в. объединёнными усилиями В. Н. Хитрово, посла в Константинополе И.А .Зиновьева и консула в Дамаске А. П. Беляева удалось убедить Высокую Порту. 1 мая 1902 г. специальным фирманом султана Абдул-Хамида II 84 школы ИППО в Сирии и Палестине получили легальный статус русских учреждений и как таковые были уравнены в правах с аналогичными заведениями других иностранных держав в регионе.
Школы ИППО практически прекратили существование после начала Первой мировой войны.

### Содействие паломничеству
С самого начала своей деятельности ИППО активно уделяло внимание содействию паломничества, что соответствовало целям и задачам Общества, записанным в его Уставе: «Заботы Общества о Русских паломниках не ограничиваются одним удешевлением пути в Святую Землю, но ещё более направлены на удовлетворение их материальных и духовных потребностей на Святой Земле».
С 10 февраля 1883 года Обществом создаются специальные паломнические книжки, позволяющие значительно удешевить поездку в Святую Землю. Паломнические книжки продавались у уполномоченных представителей Общества в различных губерниях Российской Империи, были действительны в течение года со дня их выдачи и давали право останавливаться по пути следования на узловых станциях железных дорог, по специальным купонам. Общество заключило соглашение с РОПИТом об особых тарифах. Так, если обыкновенный билет III класса от Одессы до Яффы по обыкновенному тарифу стоил 20 руб. 50 коп. в один конец, то билет, взятый по паломнической книжке, обходился 24 руб. в оба конца.
К концу XIX века число паломников, желающих посетить Святую Землю, достигало 9178 человек в год, из которых более 4000 оставались на празднование Пасхи, а в 1907 году была рекордная цифра — 6410 человек, пребывающих в дни Пасхи в Иерусалиме.
Для приёма паломников усилиями ещё Палестинского комитета были устроены Елизаветинское и Мариинское подворья, а для обслуживания больных рядом с ними построена Русская больница.
24 марта 1889 года высочайшим указом, в результате упразднения Палестинской Комиссии при Азиатском Департаменте МИД, Обществу были переданы её функции, капиталы и имущество, в том числе Русские подворья в Иерусалиме и другую недвижимость на Святой Земле. Тем же указом Обществу было присвоено почётное именование Императорского.
В 1889 году Елизаветинское, Мариинское подворья и Русская больница передаются в ведение Императорскому Православному Палестинскому Обществу, которое вскоре в рамках программы улучшения быта паломников, прибывающих в Иерусалим, строит водяную канализацию в Иерусалиме — первую в истории города. Также в рамках расширения числа паломников в 1889 году рядом с Русским подворьем усилиями Императорского Православного Палестинского Общества строится Новое (Сергиевское) подворье, в 1891 году в ведение Общества передаётся Вениаминовское подворье в Иерусалиме, в 1896 году освящается построенное Обществом Александровское подворье рядом с храмом Гроба Господня в старом городе Иерусалима, в 1905 году освящено построенное Обществом здание Николаевского подворья в Иерусалиме, также в 1904 году в Назарете было построено паломническое подворье, названное в честь первого председателя ИППО Сергиевским, в 1916 году был построен паломнический комплекс с храмом Святителя Николая в городе Бари (Италия). Отделения Общества, содействующие паломничеству, работали в 52 городах Российской Империи.
Паломники прибывали обычно из Одессы в порт Яффо и оттуда, сопровождаемые кавасами ИППО, шли в Иерусалим. С 1895 года паломники имели возможность воспользоваться железнодорожным сообщением между Иерусалимом и Яффой. На русских постройках Общества в Иерусалиме паломники имели возможность сдать багаж в кладовые подворий и сдать на хранение, загранпаспорт, билеты и ценные вещи под расписку Конторы управления подворьями ИППО.
В народной трапезной Сергиевского подворья паломники могли получить бесплатный обед. Также паломники могли воспользоваться услугами лавки с продуктами, книжной и иконной лавками и посетить баню на Сергиевском подворье. По вечерам для паломников проводились Палестинские чтения, рассказывающие об истории Ветхого завета и святынь, посещаемых паломниками в ходе паломнических маршрутов.
Для путешествия паломников формировались паломнические караваны, которым выделялись проводники Общества и охрана. В ходе составляемых усилиями Общества маршрутов паломники посещали святыни Иерусалима, Вифлеема, Хеврона, Иудейской пустыни, совершали омовение в священных водах реки Иордан, посещали святыни Галилеи.
В праздник Пасхи во дворе Сергиевского подворья усилиями Общества в Иерусалиме устраивались Пасхальные разговения.
Паломничество значительно сокращается в связи с начавшейся в 1914 году Первой мировой войной, а затем революцией в России 1917 года. В период с 1917 по 1991 год лишь редкие группы и официальные делегации имели возможность посетить Святую землю. Активизация паломничества и посещение делегациями ИППО Святой земли становится возможным после распада СССР в 1991 году. С ноября 2009 года усилиями Иерусалимского отделения ИППО на Сергиевском подворье, возвращённом России, возрождена традиция Палестинских чтений для русских православных паломников, прибывающих в Святую Землю, которые названы Сергиевскими чтениями. С 24 апреля 2011 года Иерусалимское отделение ИППО возродило дореволюционную традицию Пасхальных разговений на Сергиевском подворье в Иерусалиме. С 2013 года Сергиевский чтения для русских православных паломников и разных уголков Русского Зарубежья стали проводиться также в Российском музейно-парковом комплексе в Иерихоне.

### Научная деятельность
Научная деятельность ИППО была заложена в Уставе Общества, который гласил: «собирать, разрабатывать и распространять в России сведения о Святых местах Востока», для этого Обществом было с первого года своего основания создано отдельное научное отделение.
С первого года своего существования Общество начинает заниматься научной деятельностью и прежде всего в Святой Земле и странах Средиземноморья.
Несмотря на скудность своих материальных средств, Общество тотчас же приступает к изданию научных трудов по палестиноведению и обнародованию памятников древнерусской, а потом и византийской паломнической письменности. В силу этого Общество на первых же порах старается привлечь в состав своего Совета солидные научные силы: профессоров В. Г. Васильевского, И. Е. Троицкого, а через них построить отношения с другими учёными и научными авторитетами. В различных изданиях Общества также приняли живое участие М. А. Веневетинов, доктор А. В. Елисеев, архимандриты Леонид (Кавелин) и Антонин (Капустин), профессор А. А. Олесницкий, Г. С. Дестунис, А. А. Цагарели, Л. В. Стоянович, К. Д. Петкович, профессор И. В. Помяловский, профессор Н. И. Ивановский, академик Н. Я. Марр, С. О. Долгов, академик В. В. Латышев, профессор Н. Ф. Каптерев, профессор Н. А. Медников, А. И. Пападопуло-Керамевс, П. А. Сырку, Х. М. Лопарев, П. В. Безобразов.
В дореволюционный период с 1882 по 1917 гг. были достигнуты значимые и ощутимые результаты в издательской деятельности Общества. Прежде всего было издано 63 тома Палестинского сборника — постоянного научного временника Императорского Православного Палестинского Общества. Также были изданы: 10 томов Аналект и Каталога Иерусалимских рукописей А. И. Пападопула-Керамевса, 4 части Странствования Василия Григоровича, 7 томов Книга бытия еп. Порфирия, Bibliotheca geografia Palaestina, Палестина и Синай (библиография) В. Н. Хитрово. Также Обществом с 1891 года издавались Сообщения Императорского Православного Палестинского Общества и многочисленные отчёты о деятельности Общества. Кроме этого, Общество издавало народные научно-популярные издания в виде чтений о Святой Земле. Для этого Обществом были привлечены ряд авторов: протоиерей В. И. Михайловский, протоиерей Н. А. Елеонский, протоиерей В. С. Соловьёв, протоиерей П.Смирнов, протоиерей Н. Н. Трипольский, Д. С. Дмитревский, А. И. Левочский, И. В. Малиновский, А. Н. Пыпин, В. Н. Хитрово, И. А. Виноградов, М. И. Осипов, И. В. Викторовский и др..

### Научные исследования в Святой Земле, странах Средиземноморья и Библейском регионе в дореволюционный период
В 1882 году на Святую Землю и Синайский полуостров был отправлен профессор А. А. Цагарели, который по итогам своего путешествия пишет работу «Сведения о памятниках грузинской письменности в Святой Земле и на Синае».
Первым самостоятельным научным проектом Общества была организация археологических раскопок на Русском месте в старом городе Иерусалима под руководством начальника Русской Духовной Миссии в Иерусалиме архимандрита Антонина (Капустина) и иерусалимского архитектора Конрада Шика, недалеко от храма Гроба Господня. Результатом раскопок стало открытие 10 июня 1883 года Порога Судных Врат, через которые, по преданию, Христос шёл на Голгофу.
В 1886 году произведены научные исследования исторического места храма Соломона на Храмовой горе усилиями профессора Киевской духовной академии по кафедре еврейского языка и библейской археологии А. А. Олесницкого, по итогам которых был издан его монументальный труд под названием Ветхозаветный храм в Иерусалиме. Известны также его главные работы, посвящённые древней Палестине: Святая Земля, Иерусалим и его древние памятники, Другие важнейшие места Святой Земли, Судьбы древних памятников Святой Земли т.д. Он переводчик с еврейского книг Исайи, Иеремии, Иезекииля, Даниила.
В том же 1886 году членом ИППО доктором А. В. Елисеевым было совершено исследование древнего пути в Святую Землю через Кавказ и Малую Азию. По итогам поездки А. В. Елисеев читает доклад в заседании собрания Православного Палестинского Общества в 1887 году.
Также в 1886 году на Ближний Восток отправляется приват-доцент профессор-византинист П. В. Безобразов, который исследует патриаршую библиотеку на подворье Иерусалимского патриархата в Константинополе. Целью его командировки от ИППО был поиск византийских рукописей в библиотеках Константинополя и на островах греческого Архипелага, освещавших прошлое Палестины, византийские паломничества на Святую Землю. В нескольких выпусках Православного Палестинского сборника начала XX века опубликованы его статьи по истории Иерусалимской патриархии, о Святых местах Палестины, в том числе и совместные статьи с известным исследователем греческих рукописей А. И. Пападополо-Керамевсом.
В 1887 году на Синае началась работа профессора церковной археологии и литургии Киевской духовной академии А. А. Дмитриевского. В 1887—1888 годов А. А. Дмитриевский работал четыре месяца в библиотеке монастыря св. великомученицы Екатерины на Синайском полуострове, где работает с рукописями и оставляет описание более 500 икон. В 1889, 1891 и 1893 гг. он снова посещает Синайский полуостров, Иерусалим, работает на Афоне, в Константинополе, в Афинах, побывав в 1898 году последний раз в главных и значимых книгохранилищах Ближнего Востока. Дмитриевский затем публикует свои исследования в Путешествии по Востоку и его научные результаты/ отчёт о заграничной командировке 1877—1888, а также в Научном описании рукописей Синайского монастыря. 1912 г. Также выходит его трёхтомник: Описание литургических рукописей, хранящихся в библиотеках православного Востока, 1895—1917. Типика, Памятники патриарших уставов и ктиторские монастырские Типиконы. Киев. 1895 г., Евхологии. Киев, 1901 г., Типика. Пг. 1911. Накопленное им наследие составило более 953 разных по объёму единиц хранения, которые составляют на сегодняшний день фонд Дмитриевского в национальной библиотеке.
В 1891 году совместная экспедиция в составе профессоров: Н. П. Кондакова, А. А. Олесницкого и Я. И. Смирнова осуществили научные исследования христианских древностей в Хауране, Аджлуне и в Заиорданье. По итогам экспедиции выходит в свет научный труд Н. П. Кондакова под названием Сирия и Палестина, который включил в себя 1000 фотоснимков, свыше 50 акварелей и 20 планов.
В 1898 году путешествие в Сирию и Иерусалим совершает директор Русского археологического института в Константинополе профессор Ф. И. Успенский, исследовавший археологические памятники Сирии.
В том же 1898 году художник Н. Л. Клюге, останавливавшийся на Сергиевском подворье в Иерусалиме, прибыл в Святую Землю для воспроизведения в акварельных рисунках мозаичной карты Медвы (Мадебы) в Заиорданье, только что открытой в полу греческой православной церкви в Мадебе.
В 1900 году Общество посылает в Иерусалим профессора В. Н. Мышцына для исследования и последующего описания рукописей и музея начальника Русской Духовной Миссии в Иерусалиме, Почётного члена ИППО — архимандрита Антонина (Капустина). Труды, составленные В. Н. Мышцыным, хранятся в Российском государственном историческом архиве и в собрании Святейшего Синода в Санкт-Петербурге.
В 1902 году Императорское Православное Палестинское Общество совместно с восточным отделением Российского археологического Общества организовывает и финансирует научную экспедицию на Синай по исследованию грузинских рукописей, которую возглавляет известный филолог, востоковед, историк, этнолог и археолог Н. Я. Марр. В состав экспедиции вошли также И.А Джавахов и знаменитый впоследствии византинист А. А. Васильев.
Работу Н. Я. Марра с коллегами по изучению Синайских рукописей продолжил В. Н. Бенешевич, изучавший греческий и славянские рукописи во многих крупных европейских библиотеках и в том числе в Константинополе, Афоне и Каире. Он также посещает Синайский монастырь св. великомученицы Екатерины — в 1907, 1908 и 1911 годах и открывает ещё 200 греческих рукописей, упомянутых в исследованиях архимандрита Антонина (Капустина) и осуществляет более 6 тысяч фотоснимков рукописей.
Весьма значимый вклад в изучение святынь Ближнего Востока привнёс выпускник факультета восточных языков Петербургского университета, ученик академика В. Р. Розена — И. Ю. Крачковский. В 1908—1910 годах он совершает командировку в страны Ближнего Востока, где посещает Сирию, Ливан, Египет и Палестину в поисках древних рукописей. В Палестине он посещает монастырь св. Саввы Освященного, в Сирии исследует рукописный фонд библиотеки Антиохийского патриархата в Дамаске. В 1913 году 44 рукописи этого собрания оказались в Петербурге и были переданы им в Азиатский музей, а в 1971—1974 гг. восемьдесят мусульманских рукописей были переданы его супругой В. А. Крачковской в Российскую национальную библиотеку (РНБ). И. Ю. Крачковский принимал активное участие в научной деятельности ИППО и был членом комиссии по преподаванию русского, арабского и западноевропейских языков в школах Общества в Сирии, Палестине и Ливане. Трудился на поприще Общества и в советский период.

### Первая мировая война
После начала Первой мировой войны турецкие власти в декабре 1914 года реквизировали имущество ИППО, закрыли храмы и выслали членов Общества и духовенство из Иерусалима. В помещениях, приютах и монастырях разместились турецкие солдаты. Сообщение с Россией было прервано.
18 марта 1917 года, после Февральской революции, Совет Общества принял решение именоваться Православным Палестинским обществом (ППО). 26 марта 1917 подала в отставку великая княгиня Елизавета Фёдоровна, возглавлявшая Общество после гибели мужа, великого князя Сергея Александровича (†1905), и 6 апреля её отставка была принята.
9 апреля 1917 на общем собрании председателем Общества был избран князь А. А. Ширинский-Шихматов.
После Октябрьской революции, в 1918 году, та часть Общества, которая осталась в России, была преобразована в Российское Палестинское Общество (РПО) при академии наук и возглавляется старейшим членом Общества В. В. Латышевым. Зарубежная часть ППО продолжила самостоятельную деятельность. Таким образом Общество оказалось вынужденно разделённым на две независимые организации.

### Научная деятельность Общества в советский период
В связи с началом Первой мировой войны в 1914 году, а затем с революцией в России 1917 года, научная деятельность ИППО понесла значительный урон, который выразился как в отсутствии материальной базы для проведения исследований, так и в нанесении советской властью ущерба самой инфраструктуре Общества. Тем не менее, деятельность Общества продолжалась и в советский период. С 1918 по 1921 годы организацию возглавлял академик В. В. Латышев, которому удалось сохранить в Обществе «костяк» московских и ленинградских профессоров, трудившихся в учреждениях Академии наук. В 1920-е годы в число членов Палестинского общества входили академики: В. В. Бартольд, Н. И. Вавилов, В. И. Вернадский, С. А. Жебелёв, П. К. Коковцов, Н. П. Лихачёв, А. В. Никитский, С. Ф. Ольденбург, А. И. Соболевский, Б. А. Тураев, А. Е. Ферсман, А. А. Шахматов, а также профессора: Д. В. Айналов, И. Д. Андреев, В. Н. Бенешевич, А. И. Бриллиантов, А. А. Васильев, В. М. Верюжский, И. А. Карабинов, М. Д. Присёлков, Б. В. Титлинов, И. Г. Троицкий, В. В. и М. В. Фармаковские, И. Г. Франк-Каменецкий, В. К. Шилейко. Последний номер Православного Палестинского сборника вышел в 1918 году. Однако в 1926 году при содействии академика Ф. И. Успенского (председатель Общества с 1921 по 1928 год) удалось издать единственный за советский период журнал Сообщения Палестинского Общества. К 1930-м годам в Советской России остались известные деятели ИППО: академики И. Ю. Крачковский, Н. Я. Марр, И. И. Мещанинов и В. В. Струве; профессора А. А. Дмитриевский и И. И. Соколов. В 1928—1934 годах председателем Общества был Н. Я. Марр. После его смерти руководство Общества в течение семнадцати лет представлял И. Ю. Крачковский. Это был последний член Общества дореволюционного состава. В 1942 году он руководил Институтом востоковедения.
Новый импульс развития Общество получило в 1951 году, когда его возглавил член-корреспондент АН СССР, профессор С. П. Толстов. Он собрал вокруг себя ряд талантливых учёных. В 1950 году в Палестинское общество пришёл известный церковный деятель митрополит Николай Ярушевич. С 1954 года возобновились публикации Палестинского сборника — основного печатного сборника Общества. Палестинское общество продолжало работать в отделении в Ленинграде и в двух различных секциях в Москве. Одна из них называлась Литературные связи Востока и Запада. Этой секцией до 1988 года руководила Л. П. Жуковская — профессор, известный историк русского языка, исследователь древнейших славянских и древнерусских текстов, изучившая около 500 рукописных Евангелий, начиная с самых первых — Реймсского, Остромирова, Мстиславова и до XVI века. В 1988 году секцию возглавил известный историк Н. Н. Лисовой. В секции состояли историки, филологи, византинисты, которые занимались, в частности, русско-палестинскими связями и русским наследием на Ближнем Востоке. Вторая секция, где обсуждались вопросы политики и экономики стран Ближнего Востока, называлась Современные проблемы Палестины. Там также работали многие уважаемые учёные: историки, правоведы и экономисты.
Палестинское Общество в этот период возглавляли председатели: С. П. Толстов (1951—1970), академик А. А. Губер (1970—1971), академик С. Л. Тихвинский (1971—1978), член-корреспондент АН СССР З. В. Удальцова (1978—1982), член-корреспондент РАН В. Г. Солодовников (1982—1985), член-корреспондент РАН А. П. Новосельцев (1985—1988), профессор Р. Т. Ахрамович (1988—1989), профессор О. Г. Пересыпкин (1989—2001).

### Деятельность за рубежом после 1917 года
Осенью 1918 года председатель Общества князь А. А. Ширинский-Шихматов эмигрировал в Германию, где возглавил Совет ППО в эмиграции.
С 1918 года оказавшиеся за границей члены Общества — ППО — продолжили деятельность, насколько позволяла политическая ситуация того времени, тем не менее в результате их деятельности было продано значительное количество земельных участков ИППО и РДМ, находящихся как на территории Израиля, так и на территории Палестинской национальной администрации. ППО разделилось на три независимые секции: Американская, Европейская и в Святой Земле. Из состава секции «Святой Земли», порвав связь с ППО в 1986 году, вышли семь человек во главе с Антонием Граббе, ушедшим в церковный раскол, с 2004 года эту группу лиц возглавил последователь Антония — Н. А. Гофман. Эта группа лиц называет себя по-разному, в том числе «ППО в Святой Земле», «Императорское православное палестинское общество», но официально зарегистрирована в Мюнхене под именем «Russian Orthodox Society Holy Land — Русское православное общество Святой Земли» и имеет те же реквизиты, что и фонд композитора А. К. Глазунова, которым также руководит Гофман, присвоивший себе фамилию Воронцов.
С 2000 года существует Совет ППО в Святой Земле, который состоит из священнослужителей и монашествующих Русской духовной миссии в Иерусалиме (РДМ) РПЦЗ, и его возглавляет митрополит Берлинский и Германский Марк (Арндт). Между Советом ППО в Святой Земле и ИППО подписан договор о сотрудничестве. В настоящее время Совет ППО в Святой Земле и Императорское православное палестинское общество (ИППО) не признают группу лиц, называющих себя «Русское православное общество Святой Земли» и занимающих Александровское подворье ИППО в Иерусалиме.

### Период британского мандата (1917—1948)
С 1917 года начинается период британского колониального управления над Палестиной. С 11 декабря 1917 года войска английского генерала Э. Аленби занимают Иерусалим. С 1917 по 1919 годы надзор над русскими постройками в Иерусалиме осуществлял сотрудник и член Общества и. о. Управляющего подворьями К. Н. Петропуло. Вопреки постановлению Совета Общества, Петропуло пускает на русские постройки турецких офицеров и солдат, а затем после прихода британских властей он позволяет использовать подворья ИППО британскими колониальными властями. Эти действия вопреки инструкции Совета ИППО привели впоследствии к тому, что большая часть русских построек была занята британскими властями.
В 1919 г. в Иерусалим прибывает Николай Романович Селезнёв, служивший до I мировой войны помощником управляющего подворьями ИППО в Иерусалиме, который, насколько мог, пытался всеми силами выправить ситуацию, создавшуюся в результате безответственных действий К. Н. Петропуло. Заручившись поддержкой Верховного правителя России адмирала А. В. Колчака, главнокомандующего А. И. Деникина и члена Совета ИППО А. А. Нератова, Н. Р. Селезнёв прибыл вступить в должность управляющим подворьями ИППО в Иерусалиме и признаётся в качестве Управляющего подворьями ИППО британскими властями. Он в плачевном состоянии принимает разграбленные турками русские подворья в Иерусалиме и частично занятые английскими колониальными войсками.
В 1923 году он совершает поездку в Европу, чтобы заручиться поддержкой находящейся там русской эмиграции, встретившись там с князем А. А. Ширинским-Шихматовым, юристами, лицами, имеющими выход на внешнеполитические ведомства Великобритании и Франции, влиятельными церковными деятелями. Членами Управления подворьями в этот период также являлись также: В. К. Антипов, А. Г. Кезма, М. Н. Трапезникова, Я. Н. Фарадж, И. И. Спасский, Е. М. Алексеева. Н. Р. Селезнёв до самой смерти 26 мая 1925 года старался, насколько это было возможным, сохранить русские постройки ИППО, поддерживая Русскую Духовную Миссию, находящуюся на тот момент в тяжёлом финансовом положении, тем не менее большая часть русских построек была занята администрацией британских колониальных властей.
В 1922 году в Палестине начал действовать британский мандат. Английская администрация признаёт существование Общества и становится опекуном ППО и Русской духовной миссии. В январе 1925 года она назначает капитана Каста администратором, который уведомил представителей ППО, что британцы признают фактическое существование Общества, находящегося в Берлине, и Управление Подворьями, имеющих постоянное пребывание в Иерусалиме. Одновременно с этим колониальные власти начинают принудительно арендовать имущество ППО и Миссии. С этого периода русское имущество находилось до окончания британского мандата в 1948 году под пристальным наблюдением администратора русских имуществ английского офицера капитана Г. А. Каста.
При этом Советское правительство не оставляет попыток завладеть имуществом ППО и Миссии в Палестине и Сирии. Английскому и французскому правительству посылаются соответствующие ноты, а полпред Раковский в 1925 году ведёт в Лондоне переговоры, но не достигает успеха.
Начиная с 1925 года, подворьями ИППО в Иерусалиме и земельными участками по всей Палестине управлял бывший императорский консул в Персии В. К. Антипов. В 1948 году, в преддверии ухода британских властей из Палестины, В. К. Антипов переезжает из Сергиевского подворья Иерусалима в Александровское подворье в старом городе. В западном Иерусалиме на Сергиевском подворье, оказавшемся вскоре во власти новообразованного государства Израиль, управляющим остаётся полковник императорской армии В. А. Самарский, который управляет подворьем с 1948 по 1951 гг.

### Израильский период (с 1948)
14 мая 1948 года было провозглашено государство Израиль и сразу началась Первая арабо-израильская война. СССР одним из первых установил с Израилем дипломатические отношения. 20 мая был назначен уполномоченный по делам русского имущества на территории Израиля И. Л. Рабинович. Правительство Израиля признало собственностью СССР все здания и земли ППО и РДМ на территории, завоёванной Израилем в ходе войны. В ведении ППО на Святой Земле остались только те строения и земли, которые находились в Старом городе, Восточном Иерусалиме и на Западном берегу реки Иордан, то есть на территориях, присоединённых после арабо-израильской войны (1947—1949) к Иордании. Управляющим подворьями ППО в Иерусалиме до 1951 года остался полковник В. А. Самарский, проживавший на Сергиевском подворье. В том же 1951 году в Иерусалим прибыл уполномоченный представитель Российского палестинского общества М. П. Калугин, сотрудники которого разместились в восточном корпусе Сергиевского подворья в Иерусалиме и пребывали там вплоть до начала Шестидневной войны в 1967 году. На Александровском подворье в старом городе Иерусалима управляющим ППО до 1959 года являлся В. К. Антипов. В 1969 году управляющим Александровского подворья стал генерал Михаил Хрипунов, сохранявший свой пост до 1983 года. 3 ноября 2005 года было учреждено Иерусалимское отделение ИППО. С декабря 2008 года, как и в дореволюционные времена, в Иерусалиме стал действовать уполномоченный представитель ИППО, обязанности которого исполнял Павел Платонов (с 2008 по 2015 год). С 25 декабря 2015 года ИППО на территории Израиля представляет директор Императорского православного палестинского общества в государстве Израиль Игорь Ашурбейли. С февраля 2009 года штаб-квартира Иерусалимского отделения ИППО располагается на Сергиевском подворье в Иерусалиме.
В 1967 году после Шестидневной войны весь Иерусалим и Западный берег реки Иордан перешли под контроль Государства Израиль. Совет ППО принял решение о временном попечении общества Архиерейским синодом РПЦЗ, что и реализуется Указом последнего от 24 марта 1969 года. Кроме того, в апреле 1970 года структура ППО была реорганизована и возникли три независимые секции: американская, европейская и в Святой Земле.

#### Председатели секции ППО в Святой Земле (после реорганизации 1969—1970 годов)
- 1969—1983 — генерал Михаил Хрипунов
- 1983—1986 — архимандрит Антоний (Граббе)

С 1986 года архимандрит Антоний (Граббе), согласно указу Архиерейского синода от 4 сентября 1986 года, лишён сана «за безответственную растрату церковных средств, отсутствие отчётности в Русской Духовной Миссии в Иерусалиме, нарушения законов об управлении чужим имуществом и соблазнительный образ жизни в нравственном отношении». С этого момента от «секции Святой Земли» РПЦЗ отделился Антоний Граббе, который ушёл в церковный раскол, теряя таким образом связь с ППО и его секцией в Святой Земле. Следующие председатели самозванной организации, занимающей Александровское подворье, уже не имеющей отношения к зарубежной секции «Святой Земли» и ППО, самовыдвигаются соответственно в:
- 1986—1994 — Ольга Ассафовна Уахбе
- 1994—2004 — Антоний (Граббе)
- май 2004 года — по настоящее время — Николай Воронцов (настоящая фамилия Гофман)[77]

### Настоящее время
В настоящее время отделившаяся от секции Святой Земли группа лиц из 8 человек c официальным названием, согласно юридической регистрации в городе Мюнхен (Германия), «Русское православное общество Святой Земли», находится вне какой-либо церковной юрисдикции. Эта группа лиц занимает Александровское подворье, находящееся рядом с храмом Гроба Господня. Подворье расположено в Старом городе Иерусалима и включает в себя Порог Судных Врат, домовую церковь святого Александра Невского, археологические раскопки и другие достопримечательности. Археологические исследования на этом участке начаты в 1882, а строительство подворья в 1887.
В 2000-х годах на Александровском подворье началась реконструкция.
11 июня 2015 года премьер-министр Российской Федерации Дмитрий Медведев подписал распоряжение, согласно которому Управление делами президента Российской Федерации должно провести необходимые юридические процедуры по оформлению прав России на Александровское подворье и церковь Александра Невского в Иерусалиме.

## Российское палестинское общество (РПО) (с 1918 года)
- 5 (18) октября 1918 — ввиду отсутствия в Петрограде председателя Общества А. А. Ширинского-Шихматова временно исполняющим обязанности председателя становится академик В. В. Латышев (1918—1921).[51]

### Советский период (1918—1991)
- 1918—1925 годы — борьба за выживание. Количество членов сократилось до 30—50 человек, главным образом это были петроградские и московские учёные. Сохранилась только научная деятельность[79].
- С 16 декабря 1918 года на́чало именоваться Российское палестинское общество[51].
- Январь 1921 года — дом Общества в Петрограде — 4-этажный дом № 10/49 на углу Мытнинской улицы и 5-й Рождественской улицы (сейчас 5-я Советская улица), построен в 1915 году по проекту архитектора Степана Кричинского[80] — национализирован и передан в ведение Академии наук.
- Июнь 1921 — председателем РПО избран византинист академик Фёдор Успенский (1921—1928)[51].
- Конец июня 1921 года — 3 апреля 1922 года — помещения Общества по Мытнинской улице, дом 10 опечатаны ЧК, заведующий домом и делами Общества В. Д. Юшманов арестован[51].

- 18 мая 1923 года — правительствам Великобритании, Франции и Италии подана нота, в которой утверждается, что «…Российское правительство считает своим долгом констатировать по этому поводу, что в силу декрета Совета Народных Комиссаров от 23 января 1918 г. Русское Палестинское общество было ликвидировано и всё его имущество, как движимое, так и недвижимое, было объявлено собственностью Российского государства» (цитируется по «Известиям ВЦИК» от 22 июня 1923, опубликовано также в «Петроградской правде»)[51].
- 20 июня 1923 года — НКВД ликвидировал Общество[51].
- 29 октября 1925 года — Устав РПО зарегистрирован НКВД, деятельность возобновлена.
- Октябрь 1929 года — председателем РПО избран академик Николай Марр (1929—1934)[51].
- 20 мая 1932 года — по решению советских властей взорван храм Общества в Петербурге — одноглавая Николо-Александровская церковь. Она находилась на пересечении Калашниковского проспекта (сейчас проспект Бакунина), 2-й Рождественской улицы (сейчас 2-й Советская улица) и Мытнинской улицы, стены были украшены внутри — фресками в стиле Дионисия. Построена в 1913—1915 по проекту архитектора Степана Кричинского. Храм был очень похож на церковь Николая Чудотворца в Бари, поэтому иногда именовался Николо-Барградским. Здесь хранилось много ценнейших старых икон и утвари, собранных знатоком древнерусского искусства Алексеем Ширинским-Шихматовым[81].
- 20 декабря 1934 года умер председатель РПО академик Николай Марр; новый председатель избран не был[51]
- 1934—1951 годы — РПО представлял академик АН СССР, историк-арабист Игнатий Крачковский, последний член Общества дореволюционного состава.
- 1950 год — в связи с изменением политической обстановки на Ближнем Востоке — возникновением Израиля — советское правительство приняло решение об активизации присутствия в регионе и, в том числе, возобновлении деятельности РПО АН СССР, представительство которого организовано в Иерусалиме. Первым заявление на вступление в Общество подал митрополит Крутицкий Николай[82].
- 16 января 1951 года на учредительном собрании нового состава РПО председателем избран исследователь Средней Азии Сергей Толстов (1951—1970). Тогда же представителем РПО в Израиле был утверждён сотрудник МИД СССР Михаил Калугин[51][83]. Представительство Российского палестинского общества при Академии наук СССР находится в восточном корпусе Сергиевского подворья в Иерусалиме с 1951 по 1967 год[69].
- 1954 — возобновление выхода «Палестинского сборника».
- 17 октября 1964 года — заключена так называемая «Апельсиновая сделка» (соглашение № 593), по которому СССР продал Израилю дом Российского генконсульства, Русскую больницу, Мариинское, Елизаветинское, Николаевское, Вениаминовское подворья в Иерусалиме и другие объекты за 4,5 млн долларов США.
- 1967 год — после Шестидневной войны СССР разорвал отношения с Израилем. По требованию МИД СССР представительство РПО АН СССР в Иерусалиме эвакуировано и покинуло занимаемые на Сергиевском подворье помещения. Вышло постановление ЦК КПСС об активизации работы РПО, в котором по идеологическим соображениям сделан акцент на необходимости усилить идейную борьбу с сионизмом.
- 1970 год — председателем РПО стал академик Александр Губер (1970—1971)[83].
- 1985 год — председателем РПО стал востоковед Анатолий Новосельцев (1985—1988)[83].
- 1988 год — председателем РПО стал Олег Пересыпкин (1988—2000)[83].
- 1990 год — СССР восстановил отношения с Израилем. Группа сотрудников РПО посетила Святую землю впервые после длительного перерыва. В январе в Москве прошла первая большая международная конференция «Россия и Палестина: культурно-религиозные связи и контакты в прошлом, настоящем и будущем».

### Послесоветский период (с 1992)
- 22 мая 1992 — Президиум Верховного Совета РФ принимает постановление о восстановлении исторического названия Императорское православное палестинское общество (ИППО)[84] и рекомендует правительству России принять необходимые меры по практическому восстановлению и возвращению ИППО его недвижимости. Министерство юстиции Российской Федерации признаёт его правопреемником и того ИППО, которое существовало до 1917 года, и РПО, существовавшего в советское время.[85]
- 2000 — председателем ИППО становится сотрудник МИД России А. Ф. Чистяков (2000—2003).[83]
- 2003 — председателем ИППО становится историк Я. Н. Щапов (2003—2007).[83]
- 2005 — в Иерусалиме, в Еврейском университете на горе Скопус, усилиями ИППО была организована международная научно-общественная конференция «Иерусалим в русской духовной традиции» с участием российских, израильских и арабских учёных[86].
- 2005 — на Святой Земле — в Вифлееме и Иерусалиме учреждаются отделения ИППО. Председателем в Вифлееме становится — Д. Матар (с 2005 по настоящее время), в Иерусалиме — П. В. Платонов[87]. С декабря 2015 ИППО на территории Израиля представляет директор Императорского православного палестинского общества в государстве Израиль Игорь Ашурбейли[72].
- 2007 — председателем ИППО становится председатель Счётной палаты Российской Федерации С. В. Степашин (с 2007 по настоящее время).
- 5 октября 2008 — правительство Израиля утвердило решение о передаче Сергиевского подворья России.[88]
- 28 декабря 2008 — Сергиевское подворье полностью возвращено России.

- 3 февраля 2009 — министр финансов Израиля Рони Бар-Он официально сообщил о передаче прав на Сергиевское подворье в Иерусалиме Правительству Российской Федерации.[88]
- 10 февраля 2009 — на Сергиевском подворье начались консервационные и реставрационные работы, а также разместился офис Иерусалимского отделения ИППО[89].
- июнь 2012 — в присутствии президента Российской Федерации В. В. Путина торжественно открылось здание Российского культурного центра культуры и науки в Вифлееме, где также разместился офис Вифлеемского отделения ИППО[90][91]
- август 2012 — на Сергиевском подворье в Иерусалиме после полного освобождения всех помещений от арендаторов начались полномасштабные реставрационные работы[92].

- ноябрь 2012 — завершена реставрация здания Московского центра ИППО на ул. Забелина, д. 3, стр. 2, которое было безвозмездно передано Обществу правительством города Москвы[93]
- 13 марта 2013 — в присутствии председателя ИППО С. В. Степашина состоялась торжественная церемония закладки памятной капсулы в основание будущей общеобразовательной школы в Вифлееме[94], первой школы в Палестинской национальной администрации с изучением русского языка как основного иностранного.

### Председатели общества
- 1882—1905 — великий князь Сергей Александрович (1857—1905)
- 1905—1917 — великая княгиня Елизавета Фёдоровна (1864—1918)
- 1917—1918 — князь Алексей Александрович Ширинский-Шихматов (1862—1930)[95]
- 1918—1921 — академик Василий Васильевич Латышев (1855—1921)
- 1921—1928 — академик Фёдор Иванович Успенский (1845—1928)
- 1928—1934 — академик Николай Яковлевич Марр (1865—1934)

В 1934—1951 годах председатель не избирался, руководство РПО представлял заместитель председателя академик Игнатий Юлианович Крачковский (1883—1951).
- 1951—1970 — член-корреспондент АН СССР Сергей Павлович Толстов (1907—1976)
- 1970—1971 — академик Александр Андреевич Губер (1902—1971)
- 1971—1978 — академик Сергей Леонидович Тихвинский (1918—2018)
- 1978—1982 — член-корреспондент АН СССР Зинаида Владимировна Удальцова (1918—1987)
- 1983—1985 — член-корреспондент РАН Василий Григорьевич Солодовников (1918—2018)
- 1985—1988 — член-корреспондент РАН Анатолий Петрович Новосельцев (1933—1995)
- 1988—1989 — доктор исторических наук, профессор Роман Тимофеевич Ахрамович (1923—1989)
- 1989—2000 — доктор исторических наук, профессор Олег Герасимович Пересыпкин (род. 1935)
- 2001—2003 — кандидат политических наук Алексей Фёдорович Чистяков (род. 1946)
- 2003—2006 — член-корреспондент РАН Ярослав Николаевич Щапов (1928—2011)
- с 2007 года — доктор юридических наук, Сергей Вадимович Степашин (род. 1952)[96]

### Современная структура ИППО
Председатель ИППО:
- Степашин Сергей Вадимович.

Председатель Комитета Почётных членов ИППО:
- Кирилл, патриарх Московский и всея Руси.

Заместители председателя ИППО:
- Лисовой Николай Николаевич, Институт российской истории РАН, с. н. с., д. и. н.
- Марк, Архиепископ Рязанский и Михайловский, Московская Патриархия
- Агапова Елена Александровна
- Богданов Михаил Леонидович, заместитель министра иностранных дел Российской Федерации

## Отделения ИППО
ИППО насчитывает 55 отделений и 4 представительства в России и за границей. В России отделения открыты в таких городах, как Москва (председатель — Сергей Байдаков), Белгород, Владимир, Нижний Новгород, Орёл, Пермь, Ростов-на-Дону, Санкт-Петербург, Тверь, Воронеж, Кострома, Великий Новгород и др. В Святой Земле отделения работают в Иерусалиме (председатель — Павел Платонов), Вифлееме (председатель — Дауд Матар). Кроме того, созданы отделения на Кипре, в Болгарии и в Узбекистане. Отделения в Иерусалиме, Вифлееме и на Кипре имеют юридическую регистрацию на территориях государства Израиль, Палестинской национальной администрации и Республики Кипр.

### Зарубежные отделения и представительства
- Варна (Болгария)
- Вифлеем (Палестинская национальная администрация)
- Иерусалим (Израиль)
- Киев (Украина)
- Ларнака (Кипр)
- Амман (Иордания)
- Представительство в Дармштадте (Германия)
- Представительство в Латвии
- Представительство в Акко (Израиль)
- Представительство в Греции (Салоники)
- Представительство в Узбекистане

### Региональные отделения
- Астрахань
- Белгород
- Великий Новгород
- Владимир
- Владивосток
- Воронеж
- Иваново
- Калуга
- Карачаево-Черкесия
- Кострома
- Краснодар
- Красноярск
- Москва
- Московская область
- Нижний Новгород
- Оренбург
- Орёл
- Пермь
- Ростов-на-Дону
- Санкт-Петербург
- Татарстан (Набережные Челны)
- Тверь

### Печатные органы ИППО
ИППО издаёт печатный научный сборник — «Православный палестинский сборник», а также выпускает другие печатные издания, которые могут осуществляться Обществом в сотрудничестве с российскими и зарубежными научными и общественно-культурными учреждениями и организациями.
Иерусалимское отделение ИППО имеет в Иерусалиме свой печатный научный сборник — «Иерусалимский вестник ИППО».
ИППО имеет свою библиотеку в официальном центре на улице Забелина в Москве (дом 3, строение 2) и комплектует фонд редких книг, рукописей, географических карт.

### Награды
- Благодарность президента Российской Федерации (23 марта 2012 года) — за большой вклад в сохранение и популяризацию культурного и исторического наследия России на Святой земле, укрепление дружбы и сотрудничества между народами[99]

### Музей истории Императорского православного палестинского общества
1 ноября 2013 года в Центре ИППО в Москве открыт музей, посвящённый генерал-губернатору Москвы, первому председателю ИППО великому князю Сергею Александровичу и истории ИППО. Музей создан по инициативе Фонда содействия возрождению традиций милосердия и благотворительности «Елисаветинско-Сергиевское просветительское общество» в рамках программы мэрии города Москвы «На службе Москве и Отечеству. Великий князь Сергей Александрович и Великая княгиня Елизавета Фёдоровна».
Экспозиция охватывает период от основания общества до настоящего времени, рассказывает в исторической ретроспективе о его основных задачах, строительных объектах в Иерусалиме и других городах, а также деятельности местных отделений по всей стране. Представлены уникальные документы, фотографии, книги, паломнические реликвии, а также материалы Архива внешней политики Российской империи МИД РФ, фрагменты архива и библиотеки ИППО, сохранившиеся в Москве и на Сергиевском подворье в Иерусалиме. В основу изобразительного ряда легли материалы фототеки Палестинского общества, хранящейся в Государственном музее истории религии в Санкт-Петербурге, а также личных собраний членов общества.
Экспозиция включает четыре зала.
Первый зал — «Создание и становление ИППО» — рассказывает об учреждении общества, его первых августейших председателях великом князе Сергее Александровиче и великой княгине Елизавете Фёдоровне. Отдельные комплексы посвящены видным деятелям общества: В. Н. Хитрово, М. П. Степанову, А. А. Дмитриевскому, а также важнейшим научным и просветительно-гуманитарным проектам. В экспозиции впервые можно увидеть документы и фотографии, относящиеся к археологическим раскопкам на Русском месте близ Храма Гроба Господня (1883) в Иерусалиме; материалы научных экспедиций Н. П. Кондакова по Сирии и Заиорданью (1891), путешествия Ф. И. Успенского в Пальмиру и Баальбек (1898), командировки А. А. Цагарели на Синай, Афон и в Иерусалим для изучения грузинских древностей (1882), А. В. Елисеева — для исследования древнего пути в Святую Землю через Кавказ и Малую Азию (1886). Отдельные витрины посвящены школьной деятельности общества (в 1909 году в 24 учебных заведениях Палестины обучались 1576 детей, в 77 школах Сирии и Ливана — 9974 ученика), а также его медицинским учреждениям (больнице и амбулаториям).
Второй зал под названием «Расцвет Русской Палестины» представляет основные архитектурно-строительные объекты ИППО конца XIX — начала XX веков и их создателей: архимандрита Антонина (Капустина), Д. Д. Смышляева, архитекторов Д. И. Гримма, А. Е. Элкина, Г. Франгья. Выдающимися памятниками русской архитектуры стали построенные в Иерусалиме Палестинским обществом храмы Святой Марии Магдалины на склоне Елеона и Святого Александра Невского близ храма Воскресения Христова. Специально для музея специалистами ООО «Макет» был выполнен макет Сергиевского подворья ИППО в Иерусалиме, возвращённого в российскую собственность в декабре 2008 года и торжественно открытого после реставрации в 2017 году.
Мир российского богомольца раскрывает коллекция паломнических реликвий.
«Терновый венец Русской Палестины» — так называется экспозиция третьего зала, речь в котором идёт о судьбах общества и его наследия в XX веке. Экспозиция зала открывается материалами последнего строительного проекта общества в XX веке — Барградского подворья. Впервые экспонируется макет храма Святителя Николая Чудотворца и подворья ИППО в Бари (Италия), созданный в 1913 году по рисунку русского зодчего Алексея Щусева и специально доставленный из Италии к открытию музея. Макет был сделан по заказу Барградского комитета ИППО и несколько недель находился у великой княгини Елизаветы Фёдоровны в Марфо-Мариинской обители. В экспозиции можно увидеть также материалы заседаний совета, заявления о вступлении в члены общества видных учёных и церковных иерархов, программы научных конференций. Впервые представлено соглашение 1964 года о продаже правительством Никиты Хрущёва большей части недвижимости ИППО в Палестине израильским властям.
Экспозиция завершается материалами четвёртого зала, названного «Век XXI: время собирать камни». Он посвящён недавним и текущим проектам ИППО. Общество тесно сотрудничает с государственными организациями по восстановлению прав на русские объекты и участки на Святой Земле.